# Je suis là
Pour plus de détails, voir Fiche technique et Distribution.
#Jesuislà est un film franco-belge réalisé par Éric Lartigau, sorti en 2020.

## Synopsis
Stéphane, qui mène une vie normale et sans souci au Pays basque, est un chef cuisinier qui a repris le restaurant de son père. Divorcé, il a deux fils, aujourd'hui grands. En quête d'un peu d'aventure, il surfe sur Internet. Sur Instagram, il fait la connaissance de Soo, une mystérieuse Sud-coréenne âgée de 35 ans. Sur un coup de tête, Stéphane décide de partir à Séoul et de tout tenter pour la rencontrer.

## Fiche technique
Sauf indication contraire, les informations mentionnées dans cette section peuvent être confirmées par la base de données cinématographiques IMDb,  présente dans la section « Liens externes ».
- Réalisation : Éric Lartigau
- Scénario : Éric Lartigau et Thomas Bidegain
- Musique : Sacha Galperine et Evgueni Galperine
- Décors : Olivier Radot
- Costumes : Nadine Lartigau
- Photographie : Laurent Tangy
- Montage : Juliette Welfling
- Son : François Maurel, Roland Voglaire, Olivier Dô Hùu
- Production : Édouard Weil et Yoon-Seok Nam
- Sociétés de production : Gaumont, Rectangle Productions, avec la participation de France 2 Cinéma, Keystone Films et Belga Productions
- Société de distribution : Gaumont Distribution (France)
- Budget : 11 390 000 €[1]
- Pays de production :  France,  Belgique
- Langue originale : français
- Format : couleur
- Genre : comédie romantique
- Durée : 97 minutes
- Dates de sortie[2] :
  - France : 5 février 2020

## Distribution
- Alain Chabat : Stéphane Lucas
- Ilian Bergala : David Lucas
- Jules Sagot : Ludo Lucas
- Doo-na Bae : Soo
- Blanche Gardin : Suzanne
- Delphine Gleize : Catherine
- Camille Rutherford : Jane
- Vincent Nemeth : le père de Marie
- Éric Lartigau : le brocanteur
- François Andueza : le fils de Roland

## Production
Le projet est annoncé en septembre 2018. Éric Lartigau collabore à nouveau avec Alain Chabat après Prête-moi ta main (2006).
Le tournage débute en octobre 2018 en Corée du Sud. Il se déroule ensuite en France, notamment à Hendaye dans les Pyrénées-Atlantiques.

## Accueil

### Accueil critique
Le film reçoit globalement de bonnes critiques de la part de la presse et obtient une moyenne de 3⁄5 sur Allociné.
Première est conquis par le film, notamment par Alain Chabat : « Un « Lost in Seoul » [en référence au film Lost in Translation de Sofia Coppola] aussi délicat qu’attachant, porté par un magistral Alain Chabat. »
La critique de L'Obs est plus mitigée : « De l’émolliente douceur de vivre du Pays basque à son ultramoderne solitude de Français paumé dans l’aérogare d’Incheon, matérialisation symbolique des réseaux sociaux et des rencontres de passage qu’on y fait, Chabat se balade. Il est la raison d’être de ce film-bulle qui menace d’éclater mais rebondit sur sa nature moelleuse d’acteur-doudou. »

### Box office
Le film sort en France le 5 février 2020 dans 387 salles. Il ne réalise que 16 408 entrées pour sa première journée, ce qui lui donne la cinquième place des sorties du jour.
Le premier week-end confirme les mauvais résultats de la journée de sortie, avec seulement 88 390 entrées. 112 363 entrées sont comptabilisés pour la première semaine en salles. La deuxième semaine d'exploitation confirme les chiffres de la première semaine avec une chute de 48,3 % des fréquentions et seulement 58 054 entrées supplémentaires pour 395 salles. Le film quitte les salles après seulement 5 semaines ; 191 833 entrées sont comptabilisées ; résultat très faible pour un film au budget de plus de 11 M€, les recettes ne sont que d'1,25 M€.